# Eurygenius perforatus
Eurygenius perforatus är en skalbaggsart som beskrevs av Henry Clinton Fall 1930. Eurygenius perforatus ingår i släktet Eurygenius och familjen kvickbaggar. Inga underarter finns listade i Catalogue of Life.